# Westview (Florida)
Westview es un lugar designado por el censo ubicado en el condado de Miami-Dade en el estado estadounidense de Florida. En el Censo de 2010 tenía una población de 9.650 habitantes y una densidad poblacional de 1.172,4 personas por km².

## Geografía
Westview se encuentra ubicado en las coordenadas 25°52′56″N 80°14′31″O / 25.88222, -80.24194. Según la Oficina del Censo de los Estados Unidos, Westview tiene una superficie total de 8.23 km², de la cual 7.83 km² corresponden a tierra firme y (4.88%) 0.4 km² es agua.

## Demografía
Según el censo de 2010, había 9.650 personas residiendo en Westview. La densidad de población era de 1.172,4 hab./km². De los 9.650 habitantes, Westview estaba compuesto por el 23.68% blancos, el 69.49% eran afroamericanos, el 0.29% eran amerindios, el 0.19% eran asiáticos, el 0.13% eran isleños del Pacífico, el 3.45% eran de otras razas y el 2.77% pertenecían a dos o más razas. Del total de la población el 29.63% eran hispanos o latinos de cualquier raza.